# Aladino e la lampada meravigliosa

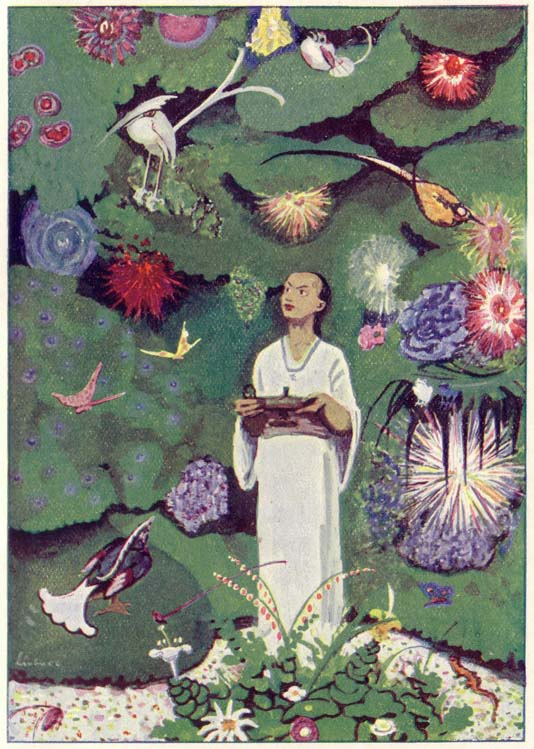
Aladino nel Giardino Magico, illustrazione di Max Liebert dal libro di Ludwig Fulda Aladin und die Wunderlampe.

Aladino e la lampada meravigliosa è uno dei più celebri racconti de Le mille e una notte. Non era però presente nella versione originale dell'opera; venne invece aggiunto da Antoine Galland, per l'edizione francese dell'opera.
Nelle versioni consolidate dell'opera, questo racconto occupa dalla 310ª notte alla 342ª notte.

## Trama
Aladino è un ragazzo fannullone che vive in una città della Cina. Suo padre Mustafà è morto di crepacuore per la preoccupazione che gli dava la sua indolenza, motivo anche della disperazione della madre. Un giorno Aladino riceve la visita di un necromante Maghrebino, che si spaccia per un fratello di Mustafà; questi convince la madre ad affidargli il giovane scapestrato per farne un mercante.

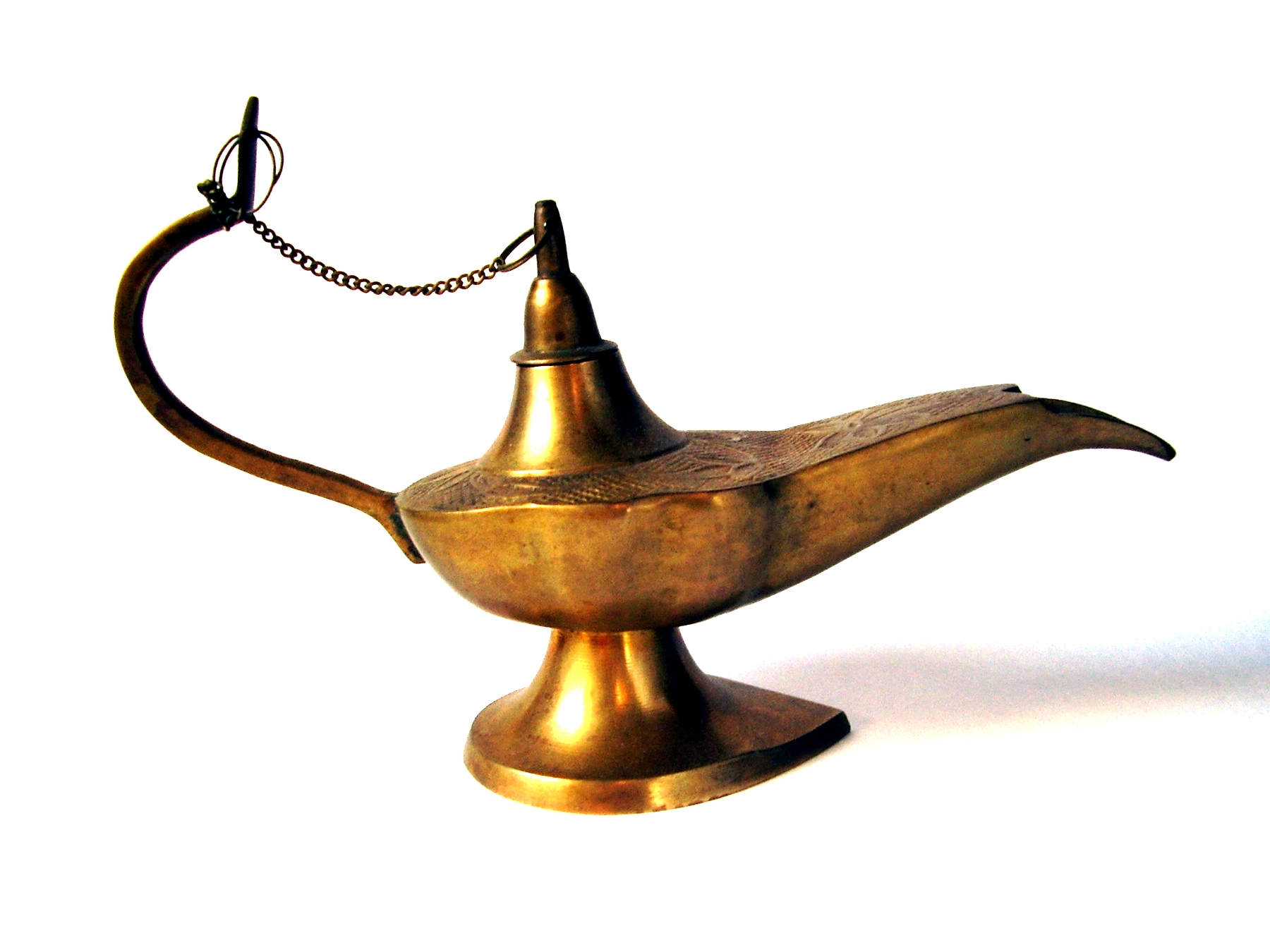
Una lampada ad olio del tipo che frequentemente si accosta graficamente a questa leggenda; quella nell'immagine è una lampada indiana, ed in effetti Antoine Galland, nella sua compilazione delle Mille e una notte, si basò anche su testi indo-persiani.

Il mago porta Aladino fuori città; giunti in un dato luogo, esegue un oscuro rituale e apre l'accesso a una caverna dove è nascosto un prodigioso tesoro, del quale solo Aladino può impadronirsi. La caverna è piena di ricchezze, ma Aladino non potrà raccoglierle se prima non troverà una vecchia lampada a olio che il mago desidera. Prima che entri, il mago consegna un anello fatato che gli servirà da talismano.
Aladino si introduce nella caverna, dove raccoglie i frutti di un giardino incantato che si rivelano essere pietre preziose. Aladino trova la lampada e la prende con sè; mentre torna indietro, il peso dei gioielli gli impedisce di salire gli ultimi scalini per tornare all'aperto; chiede aiuto al mago, ma questi gli dice di consegnargli prima la lampada. Temendo che il mago voglia abbandonarlo una volta ottenuta la lampada, Aladino rifiuta di consegnargliela: al colmo del furore, il mago richiude la caverna, intrappolandovi dentro il giovane. Passati due giorni, Aladino strofina involontariamente l'anello magico: subito appare un jinn, che si dichiara suo servitore ed esaudirà qualunque suo desiderio; il ragazzo chiede di essere liberato. Tornato dalla madre, Aladino le racconta tutto; rimasti senza cibo e denaro, le propone di vendere la lampada: quando la donna tenta di lucidarla, ne esce un altro jinn più potente del primo, che si offre di servire i portatori della lampada ed esaudire i loro desideri. Aladino comanda alla creatura di portare del cibo, che il jinn fa apparire su piatti d'oro e d'argento. Da quel giorno, con l'aiuto del jinn, madre e figlio riescono a vivere in prosperità; grazie ai proventi della vendita delle preziose stoviglie, Aladino riesce ad aprire un negozio di stoffe.

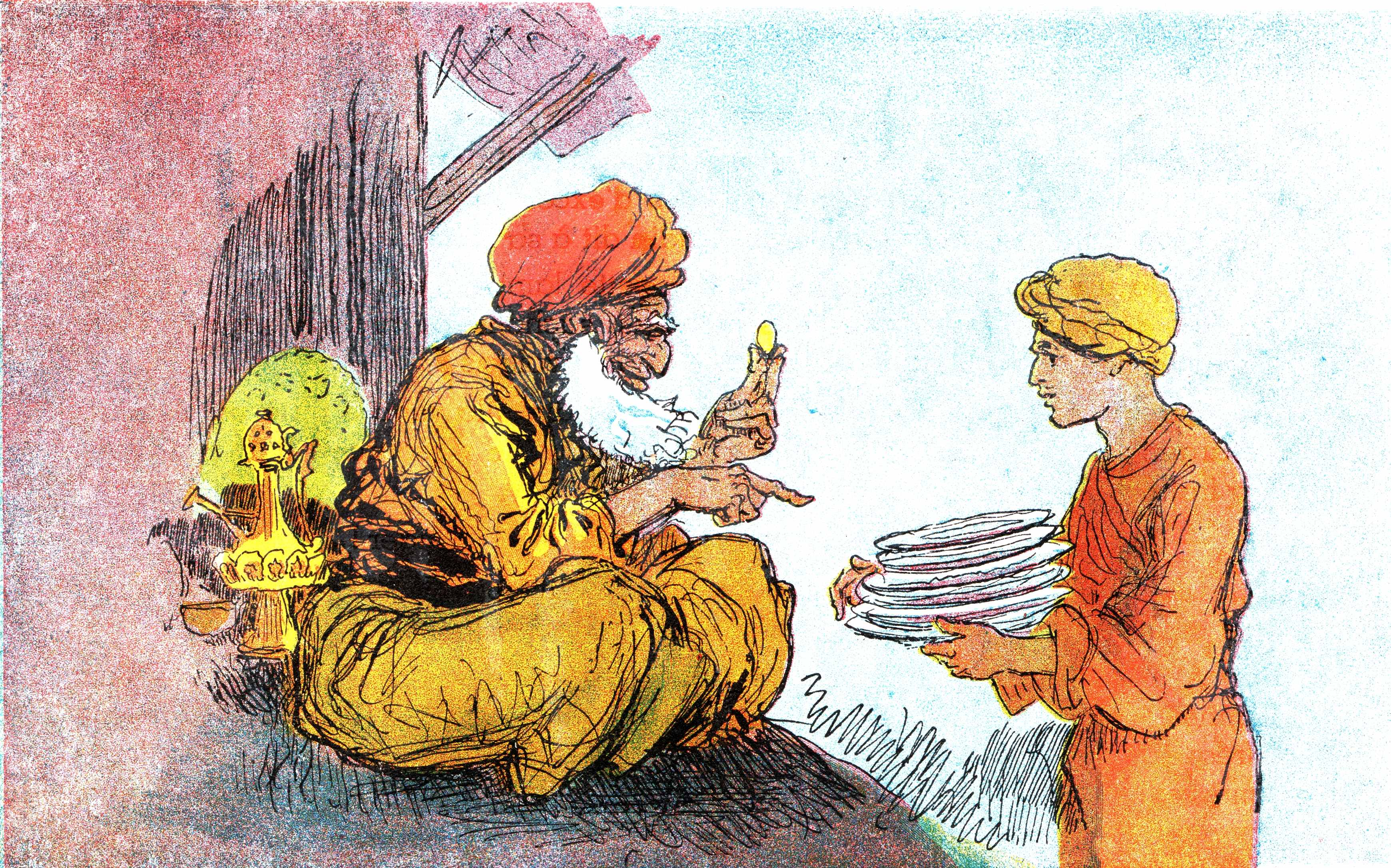
Aladino vende i piatti d'argento al mercante ebreo, che glieli paga una moneta d'oro quando ne valgono 72.

Mesi dopo, trovandosi vicino alla reggia del sovrano, Aladino vede la principessa Badru l-budūr: il giovane se ne innamora a prima vista e desidera ardentemente di sposarla. Manda dunque la madre a chiedere al sultano la mano della figlia, portandogli in dono i gioielli del giardino incantato. I preziosi solleticano l'avidità del sultano, che si consiglia col gran visir: questi, che pianifica di chiedere la principessa in sposa per suo figlio, spinge il sultano a rispondere che acconsentirà alle nozze soltanto se, entro tre mesi, Aladino gli avrà fatto pervenire la dote.

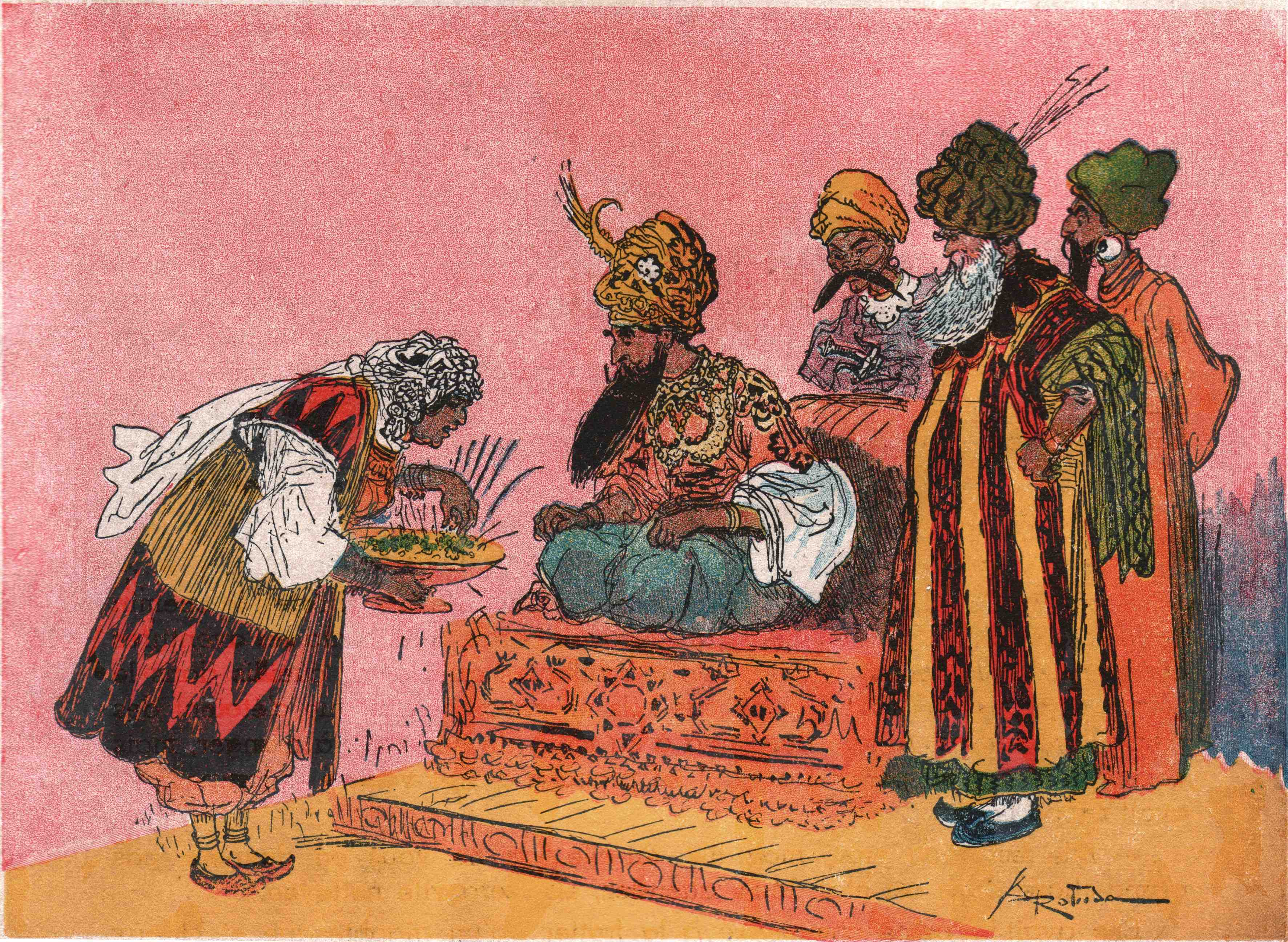
La madre di Aladino presenta all'imperatore il vassoio di gemme del giardino incantato.

Ben prima dello scadere dei tre mesi, vengono fissate le nozze tra Badru l-budūr e il figlio del visir; indispettito dal tradimento, Aladino chiama il jinn e gli ordina che dopo la cerimonia, quando si saranno ritirati per la loro prima notte coniugale, la principessa ed il novello sposo siano condotti alla sua presenza. Il jinn porta dunque gli spaventanti sposi a casa del giovane: il figlio del visir viene imprigionato in uno stanzino, mentre Aladino racconta alla principessa l'inganno del sultano; si corica poi nel letto insieme a lei, volgendole le spalle dopo aver messo una scimitarra fra sé e la donna, a garanzia dell'onore di entrambi. All'alba il jinn riporta gli sposi nella camera nuziale: quando la principessa racconta l'accaduto non viene creduta, così la notte seguente Aladino comanda al jinn di ripetere il rapimento ogni notte, finché il gran visir chiede al sovrano di annullare il matrimonio, temendo per la sua vita del figlio.
Allo scadere dei tre mesi, Aladino manda sua madre a corte a ricordare al sovrano la propria promessa. Il sultano decide allora di avanzare una richiesta impossibile, così da non essere costretto a dare la figlia in moglie a uno sconosciuto: chiede dunque in dote quaranta barili d'oro massiccio pieni di gemme. Aladino, con l'ausilio del jinn, fa apparire tutte quelle ricchezze, e le fa portare al cospetto del sovrano da quaranta schiavi bianchi e da quaranta schiavi africani riccamente vestiti: di fronte a quello spettacolo, il sultano dà dunque il suo consenso alle nozze. Aladino riceve dal jinn abiti meravigliosi per sé e per la madre e giunge a palazzo in sella a un bianco destriero; il giovane ottiene così anche la stima del sovrano. Anche la principessa si innamora di lui a prima vista, e come dono di nozze Aladino fa apparire un palazzo meraviglioso, pieno di ogni ricchezza. I due sposi passano alcuni anni di grande felicità.
Il mago africano viene però a sapere, usando la geomanzia, che Aladino è fuggito dalla caverna ed è divenuto un uomo di successo; sospettando che dietro la sua fortuna ci sia la lampada magica, fa ritorno in Cina. Mentre Aladino è a caccia, si reca al suo palazzo e propone ai servi del giovane di barattare vecchie lampade con altre nuove di zecca. Una fantesca si ricorda che Aladino tiene una lampada vecchia in un armadio, e la dà al mendicante in cambio di una nuova. Venuto finalmente in possesso della lampada, il mago ordina al jinn di portare in Africa il palazzo e la principessa. Il sultano fa allora rientrare subito Aladino e lo condanna a morte: in seguito gli concede la grazia, a patto che riporti a casa la figlia entro quaranta giorni.
Aladino ha ancora al dito l'anello magico: quando inavvertitamente lo strofina, ne viene fuori il jinn, la cui magia non può però prevalere su quella del genio della lampada; il giovane si fa dunque portare in Africa: con un sotterfugio entra a palazzo, raggiunge la moglie e scopre che il mago intende sposarla. Aladino le procura un potente sonnifero: quando il mago lo beve si addormenta profondamente e Aladino lo decapita, gli sottrae la lampada e chiede al genio di essere riportato in Cina con la moglie e il palazzo, dove viene accolto con grandi onori.

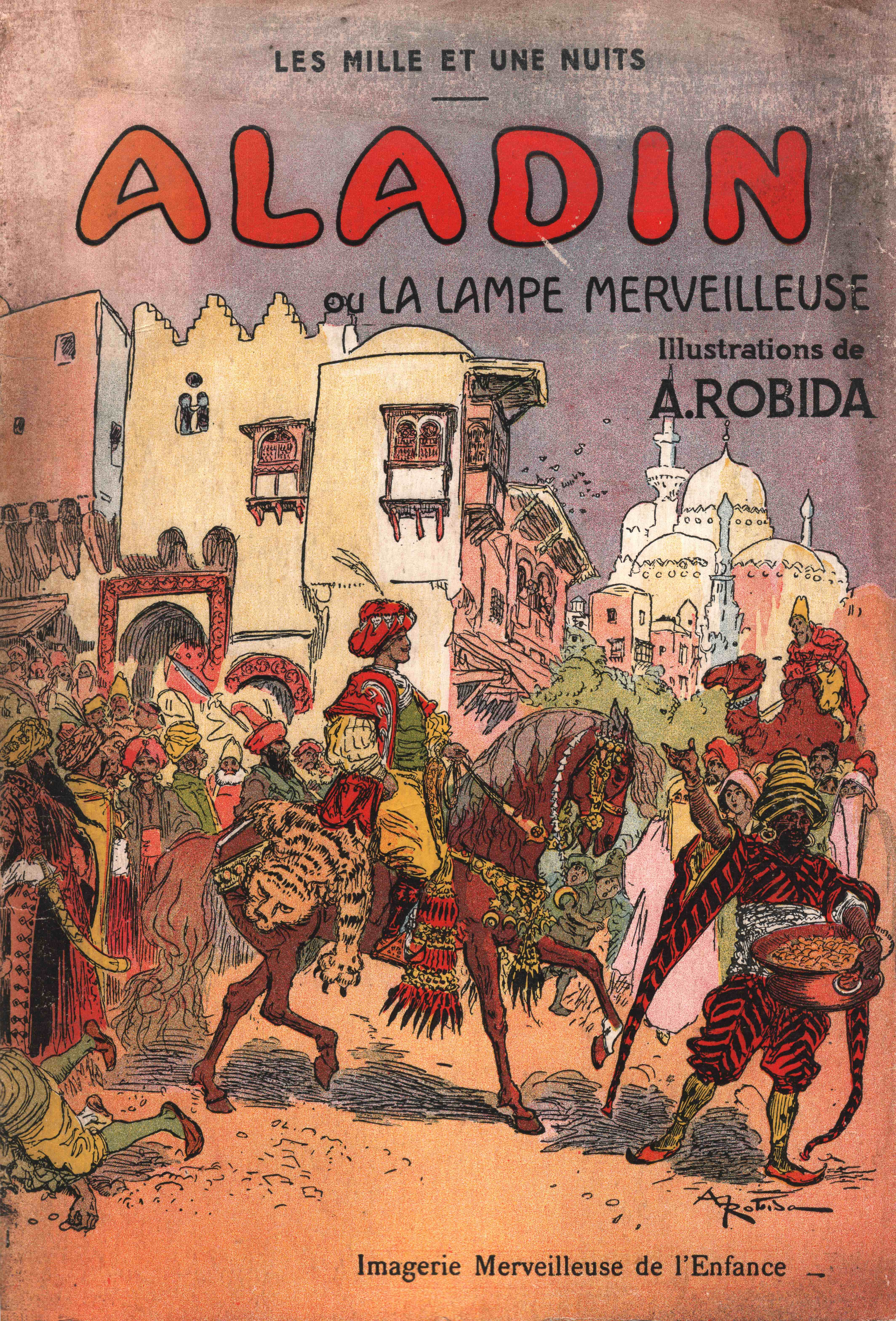
Copertina di un'edizione francese con lo stralcio della storia di Aladino.

Il necromante aveva però un fratello che, non avendone più notizie, usa a sua volta la divinazione della sabbia e viene a conoscenza dell'accaduto. Dopo aver giurato vendetta su Aladino, raggiunge la Cina e si reca da Fatima, un'eremita che dispensa grazie: dopo averla uccisa ne assume l'identità e si reca al palazzo di Badru-l-budūr; convinta che si tratti della vera Fatima, la principessa dona ospitalità all'impostore. La falsa Fatima osserva il palazzo e dice che, per farlo diventare il palazzo più bello del mondo, dovrà avere un uovo di Roc appeso al lampadario della sala grande. La principessa lo dice ad Aladino, il quale chiede al jinn della lampada di procurargli l'oggetto. Il jinn reagisce però con furia: il Roc è infatti il padrone infernale di tutti i jinn e la sola richiesta di Aladino avrebbe dovuto causarne la morte istantanea; poiché il jinn sa che il giovane è stato ingannato, lo avvisa della presenza dissimulata del secondo mago. Aladino smaschera il necromante e lo uccide, e da quel momento lui e la sua sposa vivranno felici e contenti.

## Fonti storiche
Il racconto, da qualcuno classificato come leggenda, appare come detto per la prima volta nella compilazione delle Mille e una notte del Galland, in cui figura nei volumi IX e X dell'edizione del 1710. Dai diari dello stesso Galland si apprende che la traduzione era stata effettuata nell'inverno 1709-1710, facendo seguito all'incontro del marzo 1709 con Youhenna Diab ("Hanna"), uno studioso maronita presentatogli da Paul Lucas, viaggiatore francese. Potrebbe perciò essere stato Hanna il cantastorie arabo, siriano di Aleppo, dal quale Galland disse di averla appresa.
Il poeta inglese John Payne, che nel 1901 pubblicò a Londra Aladdin and the Enchanted Lamp and Other Stories, parlò in questo libro sia dell'incontro fra Galland e Hanna, sia della scoperta, presso la Bibliothéque Nationale di Parigi, di due manoscritti di provenienza araba. Uno era una versione siriana della fine del XVIII secolo, l'altro la copia di un manoscritto composto a Baghdad nel 1703, prima perciò della pubblicazione del Galland, ed appartenente all'orientalista Armand-Pierre Caussin de Perceval.

## Ambientazione
Galland nella frase introduttiva del racconto, colloca la narrazione in una città della Cina. Ciononostante non sono presenti ulteriori riferimenti alla Cina all'interno della storia, che presenta invece numerosi elementi ricollegabili ad un'ambientazione strettamente mediorientale. A partire dalla presenza dei jinn, per poi passare al sovrano, che viene menzionato con il titolo di "sultano" anziché di "imperatore", il primo titolo dei governati arabi  mentre il secondo lo è di quelli orientali. Tutti i personaggi della storia hanno nomi arabi, sono esplicitamente musulmani e nominano di frequente Allah nei dialoghi. Il mercante che acquista i piatti d'oro da Aladino è ebreo, ma non vi è menzione nel testo di buddisti, taoisti o confuciani.
Fin dalla dinastia Tang svariati gruppi etnici della Cina hanno a lungo compreso popolazioni islamiche, come gli uiguri, gli hui o i tagiki, le cui origini risalgono ai viaggiatori della via della seta. Qualcuno ha ipotizzato che la vicenda abbia luogo nel Turkestan, racchiudente l'Asia centrale e l'odierno Xinjiang.
La dubbia ambientazione cinese della storia potrebbe essere dipesa dalla sommaria o scarsa conoscenza della Cina che potevano avere i diversi narratori del racconto. Inoltre, la Cina veniva anticamente utilizzata in Arabia per indicare in senso figurato una generica e misteriosa "terra lontana".

## Adattamenti

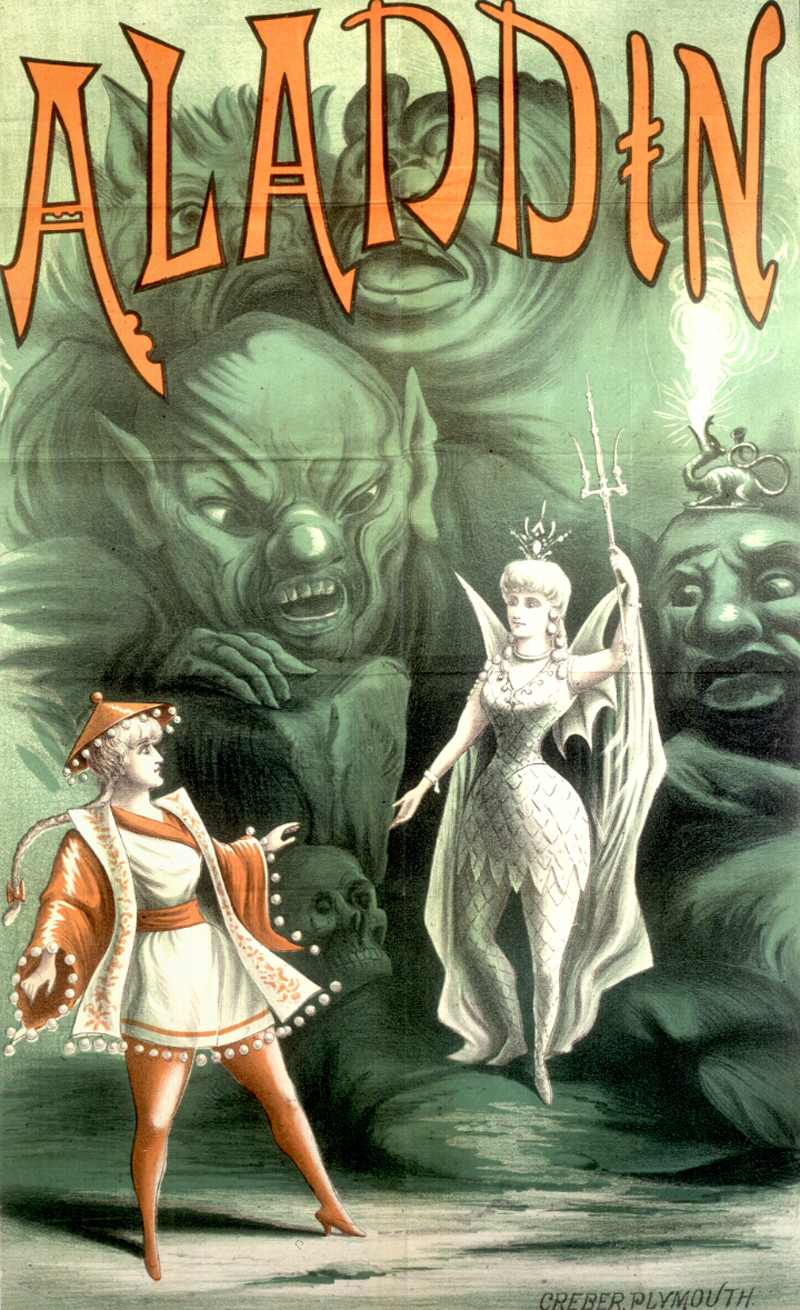
Locandina del 1886 per una pantomima teatrale di Aladino.

Il racconto ha ricevuto innumerevoli trasposizioni teatrali, cinematografiche e televisive. A causa della sua ambigua ambientazione, gli adattamenti scelgono generalmente di ambientare per comodità la storia nel medio oriente, in linea con la terra d'origine del racconto.

### Opera
- Aladino e la lampada magica, fiaba lirica di Nino Rota (1967).

### Teatro
- Aladdin and His Wonderful Lamp (1788), pantomima scritta da John O'Keeffe per The Royal Opera.
- Aladdin, or the Wonderful Lamp (1805), opera teatrale di Adam Oehlenschläger.
- The New Aladdin (1906), commedia musicale in due atti di James T. Tanner e W. H. Risque, con musica di Ivan Caryll e Lionel Monckton.
- Aladdin (1941), opera lirica di Kurt Atterberg.
- Aladdin (1979), musical scritto da Sandy Wilson per il Lyric Theater di Hammersmith.
- Aladdin, musical prodotto dalla Prince Street Players, scritto da Jim Eiler.
- Disney's Aladdin: A Musical Spectacular (2003), musical di Disney California Adventure.
- Aladdin (2011), musical della Disney Theatrical Productions, messo in scena anche a Broadway nel 2014.

### Cinema

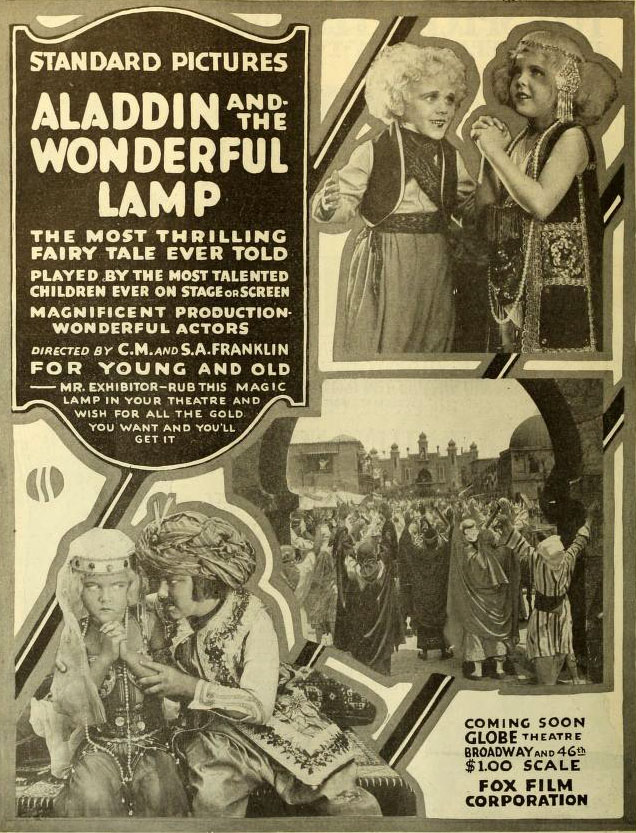
Locandina cinematografica di Aladino e la lampada magica (1917).

- Aladino e la lampada magica (1917), film muto di Chester M. Franklin e Sidney Franklin, interpretato da attori bambini. È uno dei primi adattamenti per lo schermo della storia.
- Achmed, il principe fantastico (Die Abenteuer des Prinzen Achmed) (1926), film d'animazione basato su elementi tratti da Le mille e una notte, tra cui la storia di Aladino.
- Aladdin and the Wonderful Lamp (1927), film muto indiano di Bhagwati Prasad Mishra.
- Alladin and the Wonderful Lamp (1931), film muto indiano di Jal Ariah.
- Aladdin Aur Jadui Chirag (1933), remake sonoro del film del 1931, girato in lingua hindi.
- Aladdin and the Wonderful Lamp (1934), cortometraggio animato della serie ComiColor.
- Aaj Ka Aladdin (1935), film indiano in lingua hindi, rielaborazione moderna della storia.
- Aladdin Aur Jadui Chirag (1937), film indiano in lingua hindi diretto da Navinchandra.
- Aladdin and His Wonderful Lamp (1939), film d'animazione prodotto dalla Paramount con i personaggi della serie di Braccio di Ferro.
- Il ladro di Bagdad (The Thief of Bagdad) (1940), film britannico liberamente basato su alcune storie de Le mille e una notte, remake a colori dell'omonimo film del 1924. Riprende vari elementi dalla storia di Aladino.
- Le mille e una notte (Arabian Nights) (1942), film liberamente basato su Le mille e una notte. A differenza di altri film del genere (come Il ladro di Baghdad) non contiene elementi sovrannaturali.
- Notti d'oriente (A Thousand and One Nights) (1945), fantasy ambientato nella Baghdad de Le mille e una notte.
- La lampada di Aladino (Aladdin and His Lamp), film fantasy d'avventura con Johnny Sands e Patricia Medina nei ruoli di Aladino e della Principessa Jasmine.
- Aladdin Aur Jadui Chirag (1952), musical indiano in lingua Hindi di Homi Wadia, con Mahipal nel ruolo di Aladino e Meena Kumari in quello della Principessa Badar.
- Alif-Laila (1955), film indiano in lingua hindi di K. Amarnath con Vijay Kumar nel ruolo di Aladino e Nimmi nel ruolo del genio femmina.
- Chirag-e-Cheen (1955), film indiano in lingua hindi di G.P. Pawar e C. M. Trivedi.
- Alladin Ka Beta (1955), film d'azione indiano in lingua Hindi sul figlio di Aladino.
- Allauddin Adhbhuta Deepam (1957), film indiano con Akkineni Nageswara Rao nel ruolo di Aladino, girato simultaneamente in telugu, hindi e tamil.
- Alladdin Laila (1957), film indiano in lingua hindi di Lekhraj Bhakri, con Mahipal, Lalita Pawar e Shakila.
- La principessa e lo stregone (1001 Arabian Nights) (1959), film d'animazione prodotto dalla United Productions of America. Trasposizione della storia con l'aggiunta di Mr. Magoo nel ruolo dello zio di Aladino.
- Le meraviglie di Aladino (1961), commedia italo-franco-statunitense, diretta da Henry Levin e Mario Bava, con Donald O'Connor nel ruolo di Aladino e Vittorio De Sica in quello del genio.
- Sindbad Alibaba and Aladdin (1965), film indiano in lingua hindi di Prem Narayan Arora, liberamente basato sulle avveture di Aladino, Alì Babà e Sindbad.
- Main Hoon Aladdin (1965), film indiano in lingua hindi di Mohammed Hussain, con Ajit nel ruolo di Aladino.
- La leggenda di Aladino (Volshebnaya lampa Aladdina) (1966) film sovietico di Boris Vladimirovič Rycarev.
- Le mille e una notte (Senya Ichia Monogatari) (1969), film d'animazione giapponese liberamente ispirato a diverse novelle de Le mille e una notte.
- Aladino e la sua lampada meravigliosa (Aladin et la Lampe merveilleuse) (1970), film d'animazione francese diretto da Jean Image.
- Pepito y la lampara maravillosa (1972), film parodistico messicano ambientato in tempi moderni.
- La lampada di Aladino (Arajin to fushigi na ranpu) (1975), cortometraggio anime della serie Le più famose favole del mondo (Sekai meisaku dōwa manga shirīzu) della Toei Animation.
- Adventures of Aladdin (1978), film d'avventura indiano in lingua hindi di Homi Wadia.
- Allauddinum Albhutha Vilakkum (1979) film indiano di I. V. Sasi con Kamal Haasan nel ruolo di Aladino, girato simultaneamente in malayalam e tamil.
- La lampada di Aladino (Sekai meisaku dōwa Arajin to mahō no rampu) (1982), film animato giapponese prodotto dalla Toei Animation.
- Superfantagenio (1986), commedia italiana di Bruno Corbucci con Luca Venantini nel ruolo principale e Bud Spencer in quello del genio.
- Le mille e una notte (Les 1001 nuits) (1990), film francese con Catherine Zeta-Jones, Stéphane Freiss e Vittorio Gassman, liberamente basato sulle storie di Sheherazade e di Aladino.
- Aladino (Aladdin) (1992), mediometraggio d'animazione direct-to-video prodotto dalla American Film Investment Corporation.
- Aladdin (1992) film d'animazione prodotto dai Walt Disney Animation Studios. Ha ricevuto due seguiti direct-to-video:
  - Il ritorno di Jafar (The Return of Jafar) (1994);
  - Aladdin e il re dei ladri (Aladdin and the King of Thieves) (1996).
- The Erotic Adventures of Aladdin X (1994), parodia pornografica italiana.
- Il fantastico mondo di Aladino (A Kid in King Arthur's Court) (1998), film direct-to-video, sequel di Un ragazzo alla corte di re Artù.
- Son of Aladdin (2003), film d'animazione indiano in 3D.
- Aladin (2009), film fantasy d'azione indiano in lingua hindi di Sujoy Ghosh, con Ritesh Deshmukh nel ruolo di Aladino e con Amitabh Bachchan, Jacqueline Fernandez e Sanjay Dutt.
- Le nuove avventure di Aladino (Les Nouvelles Aventures d'Aladin) (2015), commedia francese. Il film ha ricevuto un seguito:
  - Alad'2 (2018)
- Ashchorjyo Prodeep (2013), film indiano in lingua bengali di Anik Dutta. Rielaborazione moderna con Saswata Chatterjee e Rajatava Dutta, tratta dal libro omonimo.
- Aladin Saha Puduma Pahana (2018) film srilankése in lingua singalese.
- Adventures of Aladdin (2019), mockbuster prodotto da The Asylum.
- Aladdin (2019), remake live action dell'omonimo film Disney del 1992, con Mena Massoud nel ruolo di Aladdin, Will Smith nel ruolo del genio e Naomi Scott in quello di Jasmine.

### Televisione
- Aladdin (1958), film musicale per la serie CBS DuPont Show of the Month. La storia si svolge in Cina.
- Aladdin (1967), adattamento televisivo dell'omonimo musical teatrale Prince Street Players.
- Le mille e una notte (1973), episodio della serie animata Rankin/Bass Le favole più belle (Festival of Family Classics), ispirato a varie storie della raccolta, tra cui quella di Aladino.
- Shirab il ragazzo di Bagdad (Arabian naito Shindobatto no bōken) (1975-1976), serie animata giapponese della Nippon Animation basata su Sindbad e altri racconti de Le mille e una notte. Tra i personaggi principali vi è Aladino da anziano. Inoltre la stessa storia viene adattata negli episodi 14-16.
- La lampada di Aladino (1977), episodio 37 della serie anime giapponese Fiabe... così (Manga sekai mukashi banashi), prodotta da Dax International e Madhouse.
- Aladino e la lampada magica (1986), episodio della serie Nel regno delle fiabe (Faerie Tale Theatre) diretto da Tim Burton, con Robert Carradine nel ruolo principale, James Earl Jones nel ruolo del genio, Leonard Nimoy in quello del mago e Valerie Bertinelli in quello della principessa.
- Grinder Genie and the Magic Lamp (1987), episodio della serie animata nippo-americana Hello Kitty's Furry Tale Theater.
- Aladino e la lampada magica (1988), episodio 5 della serie anime Funky Fables (Ponkikki meisaku wārudo).
- Aladdin (1990), adattamento televisivo prodotto dalla Disney del musical teatrale Prince Street Players.
- Le fiabe di Hello Kitty (Sanrio sekai meisaku gekijō) (1991), serie OAV della Sanrio, episodio 26.
- La lampada di Aladino, episodio  della serie animata francese Le mille e una notte (Les Mille et Une Nuits) (1993).
- Alif Laila (1993-1997), serie TV indiana trasmessa da DD National basata su Le mille e una notte. Contiene un adattamento della storia di Aladino.
- Aladdin and the Magic Lamp (1994), mediometraggio animato prodotto dalla Rabbit Ears e narrato da John Hurt.
- Aladdin (1994-1995), serie animata prodotta dalla Disney, tratta dall'omonimo lungometraggio d'animazione.
- Aladino (1995), primo episodio della serie anime prodotta dalla Toei Animation Le fiabe più belle (Sekai meisaku dōwa shirīzu - Wa-o! Meruhen ōkoku).
- Aladino e la lampada (1997), episodio 23 della serie HBO Happily Ever After: Fairy Tales for Every Child, che ambienta la storia in Cina.
- Il principe delle favole (Arabian Nights) (2000), miniserie Hallmark in cui vengono adattate alcune storie de Le mille e una notte, tra cui quella di Aladino.
- Il teatrino delle fiabe di Hello Kitty (Sanrio anime sekai meisaku gekijō) (2001), serie anime della Sanrio, episodio 19.
- Aladdin – Jaanbaaz Ek Jalwe Anek (2007–2009), serie TV indiana trasmessa da Zee TV, tratta dalla storia di Aladino.
- Aladino (2010), episodio 15 della terza stagione della serie animata tedesca Simsalagrimm (Simsala Grimm).
- C'era una volta (Once Upon a Time) (2011-2018), serie televisiva ABC. I personaggi di Aladdin, Jasmine e Jafar, interpretati rispettivamente da Deniz Akdeniz, Karen David e Oded Fehr, appaiono durante la sesta stagione. Il personaggio di Jafar era già apparso nello spin-off della serie: C'era una volta nel Paese delle Meraviglie (Once Upon a Time in Wonderland), interpretato da Naveen Andrews.
- Le mille e una notte - Aladino e Sherazade (2012), miniserie trasmessa da Rai 1 con Marco Bocci nel ruolo di Aladino.
- Magi: The Labyrinth of Magic (2012-2016) serie anime giapponese tratta dall'omonimo manga.
- Aladdin and the Death Lamp (2012), film horror televisivo di Syfy.
- Aladdin - Naam Toh Suna Hoga (2018–2021), serie fantasy indiana trasmessa da SAB TV.

### Fumetti
- Paperino e la grotta di Aladino (1962), fumetto pubblicato da Topolino, scritto da Osvaldo Pavese e disegnato da Pier Lorenzo De Vita.
- Magi: The Labyrinth of Magic (2009-2017), manga di Shinobu Ōtaka che prende liberamente spunto dalle avventure di Aladino e da altri racconti de Le mille e una notte.

### Videogiochi
- Disney ha prodotto diversi videogiochi tratti dal film Aladdin:
  - Disney's Aladdin (1993), per Sega Genesis;
  - Disney's Aladdin (1993), per SNES;
  - Disney's Aladdin (1994), per Game Gear;
  - Aladdin: La vendetta di Nasira (Disney's Aladdin in Nasira's Revenge) (2000), per PC e PlayStation;
  - inoltre il personaggi del film appaiono nella saga di Kingdom Hearts, e Agrabah è una location giocabile.
- Il videogioco Sonic e gli Anelli Segreti (ソニックと秘密のリング) (2007), è ambientato nel mondo de Le mille e una notte, e il genio di Aladino è l'antagonista principale della storia.

### Citazioni
- Hai avuto un castello (Have You Got Any Castles?) (1938), cortometraggio animato della serie Merrie Melodies in cui è presente Aladino.
- Aladino appare nell'episodio 297 di Sesamo apriti.
- Nella serie I Muppet Aladino fa diverse apparizioni.
- Nell'episodio 16 della serie giapponese Kyōryū sentai Zyuranger, appare il genio della lampada.